# Angelo Menozzi
Angelo Menozzi (Fogliano, 12 febbraio 1854 – Milano, 5 gennaio 1947) è stato un chimico e politico italiano.
Docente di chimica agraria alla scuola superiore di agricoltura di Milano, della quale è stato anche direttore, ha fatto parte dell'Accademia dei Lincei, dell'istituto lombardo di scienze, lettere ed arti, della Commissione agricola industriale presso il Ministero dell'industria. del Consiglio superiore dell'economia e dell'istruzione agraria e della delegazione italiana sulla Commissione scientifica interralleata per l'alimentazione. Consigliere della Banca popolare di Milano, consigliere comunale ed assessore nello stesso comune, è stato nominato senatore nel 1929. È decaduto per sentenza dell'Alta Corte di Giustizia per le Sanzioni contro il Fascismo del 29 novembre 1945.